# 柔佛圍城戰
柔佛圍城戰，是發生在1587年葡萄牙人和馬來半島柔佛蘇丹國的戰爭，當時柔佛進攻葡萄牙殖民地馬六甲，葡萄牙軍隊反擊成功夷平了首都柔佛，後來在異地重建同名城市。

## 历史
當時馬六甲缺乏人員，但由於其港口中全副武裝的葡萄牙大帆船的存在，柔佛海軍被擊退。但馬六甲指揮官若昂·達席爾瓦向果阿總督多姆·杜阿爾特·德·梅內塞斯請求緊急增援以應對威脅。這些人數為500人和3艘大帆船，由唐·保羅·德利馬指揮。
柔佛的部隊在一次海上炮轟后無法阻止葡萄牙重步兵登陸並衝進城市，其軍隊潰敗蘇丹被迫撤退到叢林中。葡萄牙人俘獲了大量的戰利品，其中包括1000多門大炮，其中絕大多數是小口徑的，1500件火器，並燒毀了2000多艘不同尺寸的船隻。襲擊發生后，唐·佩德羅·德利馬（唐·保羅·德利馬的兄弟）也洗劫了當時柔佛的附庸民丹島。